# Orechowo (Kaliningrad, Bagrationowsk)
Orechowo (russisch Орехово, deutsch Althof, Kreis Preußisch Eylau, lit. Senkaimis) ist ein Ort in der russischen Oblast Kaliningrad im Rajon Bagrationowsk. Er gehört zur kommunalen Selbstverwaltungseinheit Stadtkreis Bagrationowsk.

## Geographische Lage
Orechowo liegt fünf Kilometer nordwestlich der Rajonsstadt Bagrationowsk (Preußisch Eylau) an einer Nebenstraße, die Rjabinowka (Schmoditten) an der Fernstraße A 195 (Kaliningrad–Bagrationowsk–Polen, ehemalige deutsche Reichsstraße 128) mit Swetloje (Kobbelbude) an der Regionalstraße R 516 (Kaliningrad–Iwanzowo (Deutsch Thierau)–Polen, ehemalige Reichsautobahn Berlin–Königsberg) verbindet.
Zwischen 1937 und 1945 war der Ort Bahnstation an der neugebauten Bahnstrecke Preußisch Eylau–Stablack–Zinten. Das Bahnhofsgebäude ist heute eine Ruine.

## Geschichte
Das ehemalige Althof gehörte vor 1945 zum Landkreis Preußisch Eylau im Regierungsbezirk Königsberg der preußischen Provinz Ostpreußen. Bis 1928 gehörte es zum Amtsbezirk Henriettenhof und bildete danach bis 1945 mit der Gemeinde Schmoditten (heute russisch Rjabinowka) einen eigenen Amtsbezirk Althof.
Im Jahre 1910 waren in Althof 534 Einwohner registriert. Ihre Zahl stand 1933 bei 533 und betrug 1939 noch 516.
Nach 1945 wurde der Ort mit dem russischen Namen Orechowo in den Rajon Bagrationowsk in der Oblast Kaliningrad eingegliedert und Sitz eines Dorfsowjets. Von 2008 bis 2016 gehörte der Ort zur Landgemeinde Gwardeiskoje selskoje posselenije und seither zum Stadtkreis Bagrationowsk.

### Orechowski selski Sowet/okrug 1947–2008
Der Dorfsowjet Orechowski selski Sowet (ru. Ореховский сельский Совет) wurde im Juni 1947 eingerichtet. Verwaltungssitz des Dorfsowjets war zunächst der Ort Orechowo. Vor 1975 wurde der Ort Rjabinowka neuer Verwaltungssitz dieses Dorfsowjets, wobei Orechowo weiterhin der Namensgeber blieb. Nach dem Zerfall der Sowjetunion bestand die Verwaltungseinheit als Dorfbezirk Orechowski selski okrug (ru. Ореховский сельский округ). Im Jahr 2008 wurden im Rahmen der kommunalen Selbstverwaltung die verbliebenen neun Orte des Dorfbezirks auf die beiden neu gebildeten Landgemeinden Dolgorukowskoje selskoje posselenije und Gwardeiskoje selskoje posselenije aufgeteilt.
| Ortsname                       | Name bis 1947/50                       | Bemerkungen                                                                                                  |
| ------------------------------ | -------------------------------------- | --- |
| Awgustowka (Августовка)        | Drangsitten und Johnken                | Der Ort wurde 1947 umbenannt.                                                                                |
| Bolschakowskoje (Большаквское) | Leidtkeim                              | Der Ort wurde 1947 umbenannt.                                                                                |
| Dubrowka (Дубровка)            | Görken, Klaussen und Pilzen            | Der Ort wurde 1947 umbenannt und gehörte zunächst zum Dorfsowjet Tschapajewski.                              |
| Furmanowo (Фурманово)          | Klein Dexen, Schlawitten und Wonditten | Der Ort wurde 1947 umbenannt und gehörte zunächst zum Dorfsowjet Tschapajewski. Er wurde vor 1988 verlassen. |
| Kamyschewo (Камышево)          | Graventhien                            | Der Ort wurde 1947 umbenannt und vor 1975 an den Ort Awgustowka angeschlossen.                               |
| Kurskoje (Курское)             | zu Althof                              | Der Ort wurde 1950 umbenannt.                                                                                |
| Muromskoje (Муромское)         | Tenknitten                             | Der Ort wurde 1950 umbenannt und gehörte zunächst zum Dorfsowjet Tschapajewski. Er wurde vor 1975 verlassen. |
| Nagornoje (Нагорное)           | Groß Dexen und Roditten                | Der Ort wurde 1950 umbenannt und gehörte zunächst zum Dorfsowjet Tschapajewski.                              |
| Orechowo (Орехово)             | Althof                                 | Der Ort war bis vor 1975 der Verwaltungssitz.                                                                |
| Rjabinowka (Рябиновка)         | Schmoditten                            | Der Ort wurde 1947 umbenannt und war seit vor 1975 der Verwaltungssitz.                                      |
| Sagorodnoje (Загородное)       | Schloditten                            | Der Ort wurde 1947 umbenannt.                                                                                |
| Schirokoje (Широкое)           | Storchnest und Strobehnen              | Der Ort wurde 1947 umbenannt und gehörte zunächst zum Dorfsowjet Tschapajewski.                              |

## Kirche
Bis 1945 war Althof eine von 28 Ortschaften, die zum – schon in vorreformatorischer Zeit existierenden – Kirchspiel Schmoditten (heute russisch: Rjabinowka) gehörten. Es gehörte zum evangelischen Kirchenkreis Preußisch Eylau (vormals Inspektion Bartenstein, heute polnisch: Bartoszyce) in der Kirchenprovinz Ostpreußen der Kirche der Altpreußischen Union.
Heute liegt Orechowo im Einzugsbereich der evangelisch-lutherischen Kirchengemeinde in Gwardeiskoje (Mühlhausen), die eine Filialgemeinde der Auferstehungskirche in Kaliningrad (Königsberg) ist und zur Propstei Kaliningrad der Evangelisch-lutherischen Kirche Europäisches Russland (ELKER) gehört.